# Yeshivá Hadar HaTorá
Hadar HaTorah es una yeshivá masculina del movimiento jasídico Jabad-Lubavitch para los baalei teshuvá, los judíos seculares que se han vuelto observantes y han adoptado un estilo de vida judío ortodoxo.

## Historia
La yeshivá está ubicada en el número 824 de la Avenida Eastern Parkway, en Brooklyn, Nueva York, fue fundada en 1962 por el Rabino Yisroel Jacobson, un activista de Jabad, para acomodar a los baalei teshuvá interesados en un estudio a tiempo completo en un entorno judío tradicional. La academia talmúdica está ubicada en la comunidad jasídica de Jabad en el vecindario jasídico de Crown Heights en Brooklyn, Nueva York. La yeshivá estaba inicialmente ubicada en el edificio del cuartel general de Jabad en el número 770 de la Avenida Eastern Parkway, antes de mudarse a su actual ubicación en el número 824 de la misma avenida después de experimentar un importante crecimiento. La academia es una rama del Comité Nacional para el Fomento de la Educación Judía (en inglés: National Committee for the Furtherance of Jewish Education) (NCFJE). El Rabino Jacob Yehuda Hecht, fue el vicepresidente ejecutivo y el director nacional del NCFJE, tuvo un rol importante en el desarrollo de la yeshivá y fue su decano. El currículum de la academia talmúdica incluye el estudio de la Torá, la oración judía, la ley judía, las enseñanzas jasídicas, y los valores judíos. Algunos de los cursos que allí se imparten han sido reconocidos académicamente. La escuela alberga a estudiantes que provienen de diferentes entornos y movimientos judíos.